# Otakar Nožíř
Otakar Nožíř (né le 12 mars 1917 à Ledeč nad Sázavou en Autriche-Hongrie et mort le 2 septembre 2006 à Olomouc en République tchèque) était un joueur international de football tchécoslovaque.

## Biographie
Il joue dans deux clubs pendant sa carrière de joueur professionnel, à savoir tout d'abord la grande équipe tchèque du SK Slavia Prague, puis le SK Olomouc ASO.
Il est également international avec l'équipe de Tchécoslovaquie et participe notamment à la coupe du monde 1938 en France.